# Eric Woolfson
Eric Norman Woolfson (Glasgow, 18 maart 1945 - Londen, 2 december 2009) was een Schotse muzikant en componist.

## Loopbaan
Woolfson was medeoprichter van het Alan Parsons Project. Samen met Alan Parsons vormde hij van 1975 tot 1987 het hart van deze Britse progressieve rockband. Eric Woolfson was de tekstschrijver en componist van Alan Parsons Project. Hij speelde keyboard en zong een aantal nummers. Zijn stem kenmerkt zich door een zachte, melancholische klank. Zijn overstap naar management was meteen succesvol. Zijn eerste twee contracten waren Carl Douglas (wiens plaat "Kung Fu Fighting" (1974) één van de best verkopende hits aller tijden was) en ingenieur/plaatproducer Alan Parsons.
Voor 1975 had hij al veel songs geschreven voor diverse andere artiesten, zoals Marianne Faithfull en The Tremeloes. The Cats namen het nummer For as long as you need me van hem op. Na 1987 legde hij zich helemaal toe op het schrijven van (rock)musicals. In 1990 was de première van zijn eerste musical Freudiana in Wenen. Het album Freudiana werd geproduceerd door Alan Parsons. Later maakte hij in eerste instantie nog twee musicals, te weten "Gaudí" (gebaseerd op het album "Gaudí") en "Gambler" (gedeeltelijk gebaseerd op het album "The Turn of a Friendly Card" en met teksten en tracks van zowel "Eye in the Sky" als "Stereotomy"). Beide musicals werden in Duitsland vertoond met matig succes. Een poging om Gaudí naar Nederland te halen strandde. Inmiddels is Gaudí al wel vijfmaal succesvol geproduceerd in Korea (in het Koreaans). In november 2003 was de wereldpremière van de vierde musical genaamd "Poe" (naar het leven van Edgar Allan Poe) in de Londense Abbey Road Studios, uitsluitend voor genodigden. Alan Parsons heeft tijdens een optreden van Night of the Proms in Mannheim het nummer 'Silence and I' opgedragen aan Eric Woolfson.
Woolfson overleed op 64-jarige leeftijd in een Londens ziekenhuis aan de gevolgen van kanker. Zijn overlijden werd bekendgemaakt via zijn Facebook-pagina.

## Discografie

### Albums
- 1990: Freudiana
- 1991: Black Freudiana (German original cast musical soundtrack)
- 1996: Gaudí (Musical)
- 1996: Gaudí (Musical, alternatieve bezetting)
- 1997: Gambler (Das Geheimnis der Karten)
- 2003: Poe: More Tales Of Mystery And Imagination
- 2009: Eric Woolfson sings The Alan Parsons Project That Never Was

### Singles
- 1990: Freudiana
- 1990: Little Hans